# Народная партия Ирана
Наро́дная па́ртия Ира́на (НПИ; перс. حزب توده ایران‎ Хезбе тудейе Иран; сокращённо Туде́) — марксистско-ленинская партия, действующая в Иране с 1941 года. Является преемницей Иранской коммунистической партии.

## История
В августе — сентябре 1941 войска СССР и Великобритании вторглись в Иран с целью предотвращения захвата Германией нефтяных месторождений страны и установления «южного коридора» для осуществления поставок по ленд-лизу. В ходе оккупации Реза шах Пехлеви был свергнут, из тюрем были освобождены политические заключённые (в том числе и активисты Иранской коммунистической партии).
Вышедшие из тюрем коммунисты приняли решение сформировать марксистско-ленинскую партию, которая имела бы базу среди широких слоёв иранского общества. Новая партия, получившая название «Народная партия Ирана», была создана в октябре 1941 года. Председателем партии стал Солейман Искандери. В 1942 партия провела 1-ю партконференцию, на которой была принята временная программа и избраны руководящие органы.
На состоявшихся в 1944 году выборах в Меджлис 14-го созыва НПИ завоевала 8 депутатских мандатов.
В августе 1944 состоялся 1-й съезд НПИ. Съезд принял программу и устав, избрал ЦК и Контрольную комиссию ЦК. Среди поставленных перед партией задач были названы укрепление национального суверенитета Ирана и его равноправное сотрудничество с другими странами, борьба против международного империализма, борьба за мир, за получение иранским народом демократических прав и свобод, требование 8-часового рабочего дня и закона о труде, проведение аграрной реформы в интересах трудового крестьянства и безвозмездной передачи крестьянам государственных земель. В том же году была создана Военная организация НПИ («Sazman-e Nezami-ye Hezb-e Tudeh-ye Iran») из числа армейских офицеров, предназначенная для защиты партии от спецслужб.
К 1944 году численность НПИ достигла 25 тысяч человек, а к началу 1946 — свыше 50 тысяч. НПИ стала первой массовой организацией в истории Ирана. Тираж партийной газеты «Рахбар» достиг 100 тысяч экземпляров — в три раза больше, чем у правительственной газеты «Ettela’at».
Напуганные усилением НПИ, иранские власти начали кампанию репрессий против партии. Ряд партийных комитетов и клубов НПИ были разгромлены, газеты и журналы закрыты, руководящие деятели и активисты партии заключены в тюрьмы. Опасаясь усиления влияния СССР в Иране, спецслужбы США и Великобритании также развернули кампанию по дискредитации НПИ, называя её антииранской и антиисламской организацией.
2-й съезд НПИ, состоявшийся в апреле 1948 года, признал необходимым активизировать борьбу против планов США и Великобритании, направленных на эксплуатацию Ирана в качестве аграрно-сырьевого придатка иностранных монополий, и превращение его в военно-стратегический плацдарм. Также на съезде был принял новый устав партии.
4 февраля 1949 года на шаха Мохаммед Реза Пехлеви было совершено покушение. Власти обвинили в покушении НПИ и поставили её вне закона. Партийные организации были разгромлены, многие члены НПИ подверглись репрессиям. Партия вынуждена была уйти в подполье, действуя через легальные организации (например, Иранское общество мира). 15 декабря 1950 г. Военной организации НПИ удалось освободить 9 лидеров партии, находившихся в заключении с момента запрета НПИ.
В период подъёма национально-освободительного движения и борьбы за национализацию нефтяной промышленности в 1951—1953 НПИ легализовала свою деятельность. От первоначальной критики Мосаддыка партия перешла к поддержке в ходе Восстания 1952 года. В организованных НПИ митингах и демонстрациях участвовало до 100 тысяч человек. Военная организация НПИ сыграла ключевую роль в предотвращении первой попытки организованного спецслужбами Великобритании и США переворота против правительства Мосаддыка 15 августа 1953, однако следующая попытка переворота, последовавшая через 4 дня, оказалась успешной.

## Свержение правительства Мосаддыка (1953 г.)
После государственного переворота НПИ вновь подверглась репрессиям. Наряду с большинством политических организаций Ирана, НПИ ушла в подполье, часть её активистов эмигрировала. В 1953—1957 спецслужбы Ирана выявили свыше 4 тысяч активистов НПИ, были раскрыты многие деятели Военной организации, в том числе занимавшие высокие офицерские посты в иранской армии и спецслужбах (в НПИ состоял даже глава телохранителей Мохаммеда Реза Пехлеви). На 4 пленуме НПИ, прошедшем в июле 1957 в Москве, партия подвергла критике свою позицию по отношению к Мосаддыку и движению по национализации нефтяных предприятий как сектантскую и левоуклонистскую.
К 1965 в партии активизировалась фракционная борьба. Меньшинство партии выступило за активизацию вооружённой борьбы против правительства на юге Ирана. Сторонники этой линии образовали Трудовую партию Ирана. Последствия раскола были преодолены только через три года. Преодолению раскола и росту авторитета партии способствовала всемирная компания солидарности с арестованными в 1966 и приговорёнными к смертной казни несколькими членами НПИ, включая двух членов ЦК. Международное давление вынудило правительство Ирана ослабить меру наказания.
С начала 1970-х НПИ наращивала численность своих рядов и свою активность в молодёжной среде, расширила сеть региональных комитетов. Партия участвовала в подготовке массовых забастовок и демонстраций, волнений в студенческой среде. Со своей стороны, шахский режим зорко следил за деятельностью партии НПИ: в её ряды были внедрены агенты шахской тайной полиции САВАК, усилиями которых партийные активисты внутри страны подвергались систематическим репрессиям.

## Свержение шахского режима и разгром левых организации
После Исламской революции 1979 партия получила возможность легальной работы, принимала участие в президентских и парламентских выборах (одним из партийных кандидатов был не состоявший в НПИ и не имевший никакого отношения к коммунизму экс-председатель Исламского революционного суда Садек Хальхали). Однако сотрудничество НПИ с исламистским режимом закончилось в 1982, когда правящий режим начал чистку министерств от членов НПИ и закрыл партийную газету. За короткое время были арестованы свыше 5 тысяч членов и сторонников партии. В феврале 1983 лидеры НПИ были арестованы, а партия официально запрещена. За год с мая 1983 по май 1984 гг. высших руководителей НПИ заставили выступить по телевидению с заявлениями, восхваляющими ислам и критикующими марксизм-ленинизм. Хотя Туде, в отличие от леворадикальных организаций федаинов и моджахедов иранского народа, не принимала участия в вооружённой борьбе против исламистского режима, репрессии продолжали обрушиваться и на её членов: особенно крупная волна казней коммунистов и других левых пришлась на 1988.
Значительная часть членов НПИ покинуло Иран. В 1992 был избран новый ЦК. В настоящее время партия действует в подполье и в эмиграции, основные структуры партии находятся вне страны и периодически делает политические заявления.

## Руководители НПИ
- Искандери, Сулейман-мирза — председатель НПИ (с сентября 1941)
- Радманеш, Реза — руководитель НПИ (1948 — январь 1971)
- Искандери, Ирадж — руководитель НПИ (январь 1971 — 13 января 1979)
- Киянури, Нуреддин — первый секретарь НПИ (13 января 1979—1983)
- Хавари, Али — первый секретарь НПИ (1983—2004)
- Мохаммад Омидвар
- Навид Шомали